# Cayeux-en-Santerre
Cayeux-en-Santerre – miejscowość i gmina we Francji, w regionie Hauts-de-France, w departamencie Somma.
Według danych na rok 1990 gminę zamieszkiwało 87 osób, a gęstość zaludnienia wynosiła 16 osób/km² (wśród 2293 gmin Pikardii Cayeux-en-Santerre plasuje się na 910. miejscu pod względem liczby ludności, natomiast pod względem powierzchni na miejscu 833.).